# آخوندک آراسته تنومند
آخوندک آراسته تنومند (نام علمی: Compsomantis robusta) نام یک گونه از سرده آخوندک‌های آراسته است.